# Karnak (Illinois)
Karnak é uma vila localizada no estado americano de Illinois, no Condado de Pulaski. Foi fundada em 1905 e seu nome foi inspirado no templo de Karnak, no Egito.

## Demografia
Segundo o censo americano de 2000, a sua população era de 619 habitantes.
Em 2006, foi estimada uma população de 580, um decréscimo de 39 (-6.3%) e em 2020, a população estimada era de 430.

## Geografia
De acordo com o United States Census Bureau tem uma área de
4,7 km², dos quais 4,69 km² cobertos por terra e 0,01 km² cobertos por água.

## Localidades na vizinhança
O diagrama seguinte representa as localidades num raio de 16 km ao redor de Karnak.